# MAN TGX
Le MAN TGX est un camion lourd, longues distances, produit par le constructeur allemand MAN depuis 2007.

## Historique
Le MAN TGX est commercialisé depuis 2007. Il dispose de moteurs diesel disponible en 6 cylindres en ligne et V8. En 2014, sa motorisation est modifiée afin de répondre aux nouvelles normes antipollution Euro 6. À cette occasion, il bénéficie d'un restyling. Sa cabine est redessinée et adopte une nouvelle version dénommée Efficient Line 2.
En 2016, le MAN TGX reçoit un nouveau coup de bistouri, sa cabine évolue subtilement pour adopter une nouvelle version Efficient Line 3.
En 2020, MAN lance sa nouvelle génération de camions. Le nouveau MAN TGX II est élu Camion International de l'Année (ITOY) 2021.  

## La version brésilienne
Au Brésil, le groupe Volkswagen intervient sous la marque Volkswagen do Brasil pour les automobiles et Volkswagen Commercial Vehicles pour les véhicules industriels. En 2008, Volkswagen décide de vendre Volkswagen Commercial Vehicles à MAN SE (qui n'était encore pas sa filiale) qui devient MAN Latin America Ltda. (MAN A.L.)
En 2012, pour répondre à la demande importante du marché brésilien, MAN A.L. lance le camion lourd MAN TGX. Il est assemblé dans l'usine de Resende - (RJ) en (CKD), avec des kits importés directement d'Allemagne. 

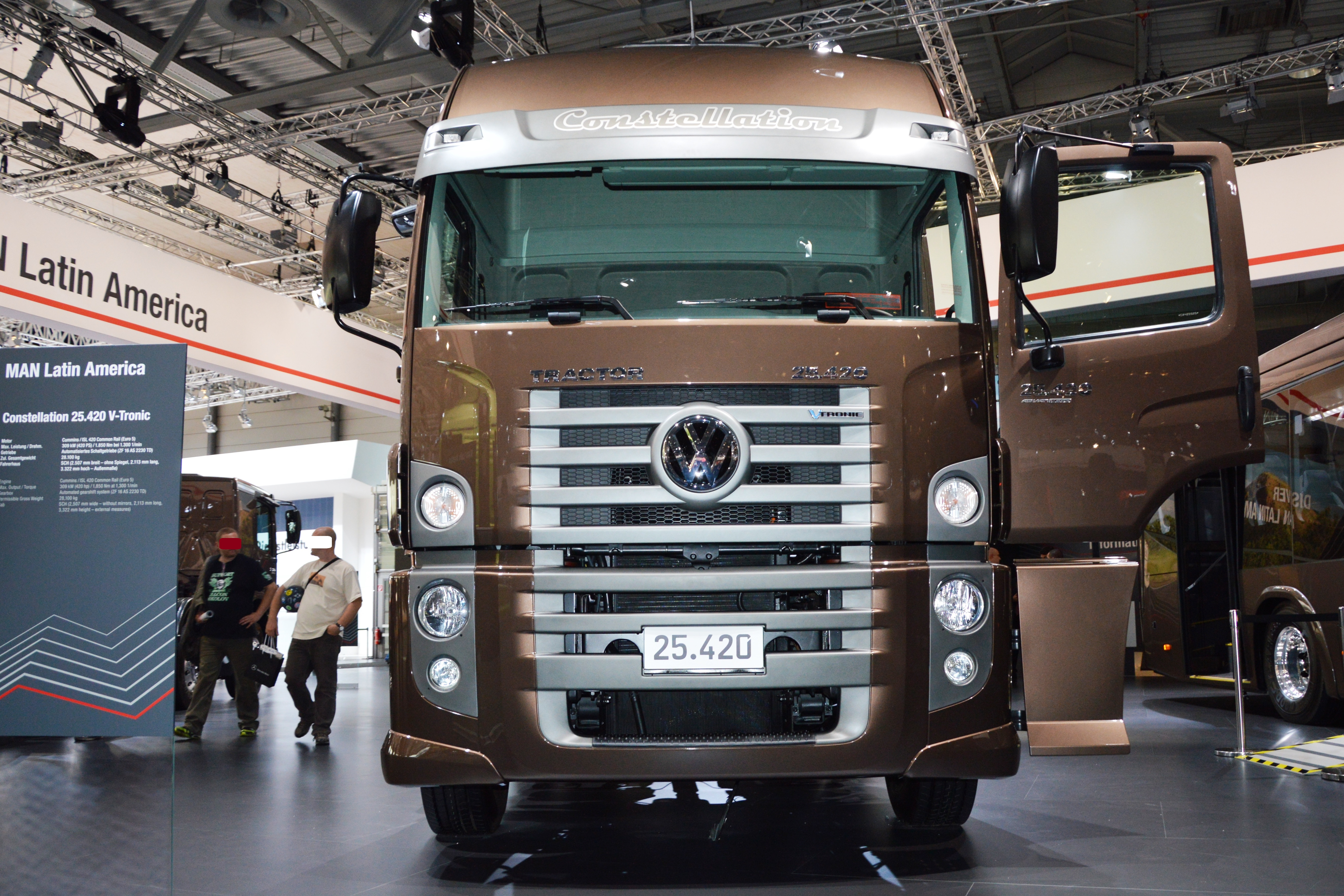
Volkswagen Constellation (Brésil).

En 2020, la direction du groupe Volkswagen décide que tous les camions commercialisés au Brésil porteront le logo VW. La nouvelle société Volkswagen Caminhões e Ônibus (VWCO) confirme que le remplaçant du MAN TGX, le seul arborant le logo MAN, sera la nouvelle version du Volkswagen Constellation, datant de 2005. L'assemblage du camion MAN TGX est arrêté en fin d'année 2021 et la marque MAN disparaît du marché brésilien,.